# Soczewkowanie grawitacyjne

Dwa obrazy (I+,I-) źródła (S') soczewkowanego przez masę (L).

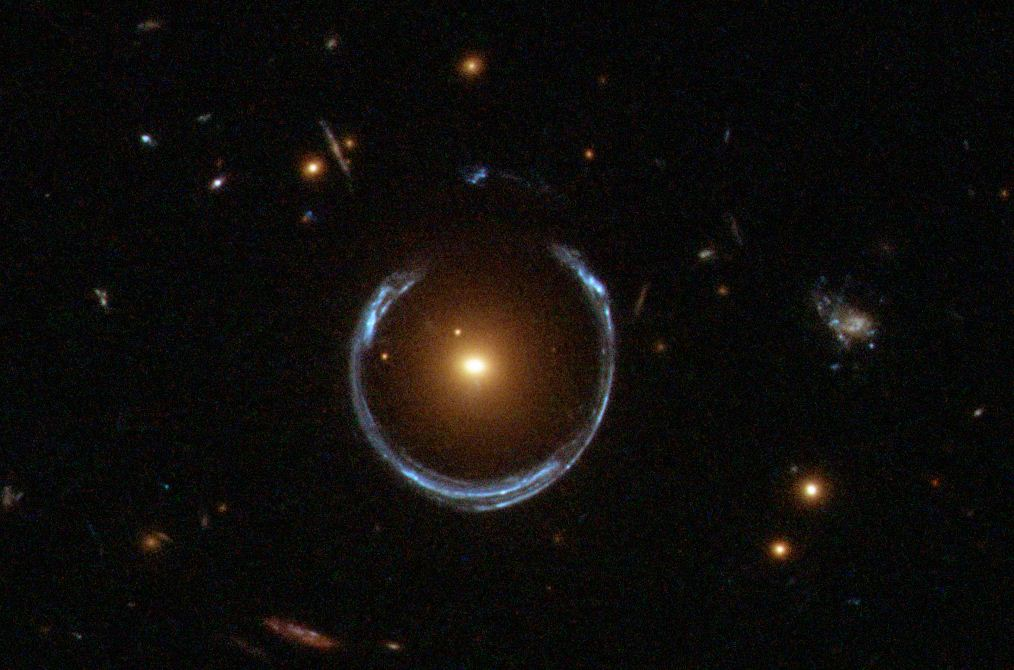
Galaktyka LRG 3-757 zniekształca obraz dalszej galaktyki

Soczewkowanie grawitacyjne – zakrzywienie promieni świetlnych w polu grawitacyjnym masywnego ciała niebieskiego prowadzące do ich skupienia. Efektem soczewkowania grawitacyjnego jest obserwowane pojaśnienie źródła oraz pojawianie się pozornych ciał niebieskich – obrazów ciał rzeczywistych.
Dopiero w roku 1979 udało się po raz pierwszy dostrzec na niebie obiekt soczewkowany grawitacyjnie, a był nim podwójny kwazar Q0957+561. Ciała niebieskie powodujące ten efekt nazwano soczewkami grawitacyjnymi, a są nimi m.in. galaktyki i gromady galaktyk (zaliczane do soczewek rozciągłych).
Przejawem soczewkowania grawitacyjnego jest przede wszystkim pojaśnienie obrazu źródła, dzięki czemu można obserwować obiekty, których normalnie nie widać. Innymi przejawami soczewkowania są na przykład:
- powiększenie obrazu źródła,
- obrócenie obrazu,
- tworzenie obrazów podwójnych, potrójnych i poczwórnych[2].

Dzięki soczewkowaniu grawitacyjnemu można wyznaczyć niektóre parametry kosmologiczne, np. stałą Hubble’a, stałą kosmologiczną czy gęstość wszechświata.

## Rodzaje soczewkowania grawitacyjnego
Ze względu na obserwowane efekty, wyróżnia się rodzaje soczewkowania grawitacyjnego:
- silne soczewkowanie,
- słabe soczewkowanie,
- mikrosoczewkowania.

### Silne soczewkowanie

Symulacja obrazu galaktyki soczewkowanej przechodzącej za czarną dziurą

Soczewkowanie określa się jako silne gdy obserwuje się obraz soczewkowanego obiektu w postaci łuku lub obrazu wielokrotnego, gdy linia łącząca obserwatora ze źródłem przecina sferę niebieską wewnątrz promienia Einsteina soczewki. Przykładem obrazu wielokrotnego jest krzyż Einsteina, gdzie obiektem soczewkującym jest galaktyka ZW 2237+030, zwana soczewką Huchry.
Pierścienie Einsteina są widoczne na przykład jako para łuków w obrazie gromady Abell 2218, która stanowi gigantyczną soczewkę, dzięki której został odkryty jeden z najdalszych obiektów we Wszechświecie – galaktyka o przesunięciu ku czerwieni ok. z=7. Odkrycia tego dokonano za pomocą Kosmicznego Teleskopu Hubble’a i teleskopu Kecka.
W 2010 r. znano około 200 silnych soczewek grawitacyjnych.
Zjawisko silnego soczewkowania znajduje zastosowanie przy badaniu profili rozkładu gęstości w halo ciemnej materii galaktyk, a także proporcji materii barionowej do ciemnej. Jest to istotne z punktu widzenia symulacji formowania się halo w galaktykach, a także ich ewolucji w wyniku zderzeń. W szczególności, testowana jest hipoteza udziału w tym procesie tzw. zderzeń „suchych”, czyli takich, które nie prowadzą do wydzielenia się dodatkowej energii, powstania zagęszczeń świecącego gazu i odmłodzenia populacji gwiazdowej.
Silne soczewkowanie może być również wykorzystane w alternatywnej metodzie wyznaczenia stałej Hubble’a i innych parametrów kosmologicznych, poprzez rejestrację opóźnień czasowych między obrazami. Niedawne wyznaczenie na podstawie soczewki B1608+656 obserwowanej przez teleskop Hubble’a, dało wartość H= 70,6 km/s/Mpc.

### Słabe soczewkowanie
Soczewkowanie określa się jako słabe gdy obraz soczewkowanego obiektu jest jedynie nieco przesunięty i zniekształcony wskutek ugięcia promieni świetlnych na niejednorodnościach w rozkładzie materii między źródłem a obserwatorem. Zniekształcenia źródeł w tym wypadku badane są statystycznie, na podstawie analizy dużej liczby galaktyk, ponieważ w sumie zazwyczaj efekt nie przekracza kilku procent w porównaniu z obrazem spodziewanym gdyby Wszechświat był doskonale jednorodny. W ten sposób można zrekonstruować przestrzenny rozkład zaburzenia w danym rejonie, na który składa się przede wszystkim ciemna materia. W szczególności, analiza soczewkowania obrazu gromady galaktyk Pocisk, w połączeniu z jej obserwacjami w zakresie rentgenowskim, dostarczyła przekonującego potwierdzenia obecności ciemnej materii w rozkładzie masy tych zderzających się gromad.
Do słabego soczewkowania może przyczyniać się również ciemna energia, efekt ten staje się ważnym narzędziem badawczym współczesnej kosmologii.
Trudności technicznych nastręcza przede wszystkim możliwość zniekształcenia obrazu galaktyki w samym detektorze (tzw. Point Spread Function) oraz seeing atmosferyczny. Ponadto źródłem błędów statystycznych jest niepewność co do pierwotnego kształtu obiektów, z których większość to galaktyki eliptyczne.

### Mikrosoczewkowanie
Mikrosoczewkowanie grawitacyjne jest związane z przechodzeniem światła w pobliżu soczewki o rozmiarze gwiazdy – promień Einsteina takiego obiektu znajdującego się w kosmologicznej odległości to około mikrosekundy łuku.
Terminem milisoczewkowanie określa się efekty związane z obecnością drobnych elementów substruktury, takich jak satelitarne galaktyki karłowate. Efekt soczewkowania, a w szczególności soczewki o anomalnych stosunkach jasności obrazów, mogą mieć kluczowe znaczenie przy rozwiązaniu zagadki tzw. brakujących satelitów. W symulacjach kosmologicznych opartych na modelu zimnej ciemnej materii, galaktyk tych powstaje dużo więcej, niż udało się zaobserwować. Jeśli są one złożone wyłącznie z ciemnej materii, to uda się je wykryć wyłącznie dzięki soczewkowaniu.